# Ewald Sacher

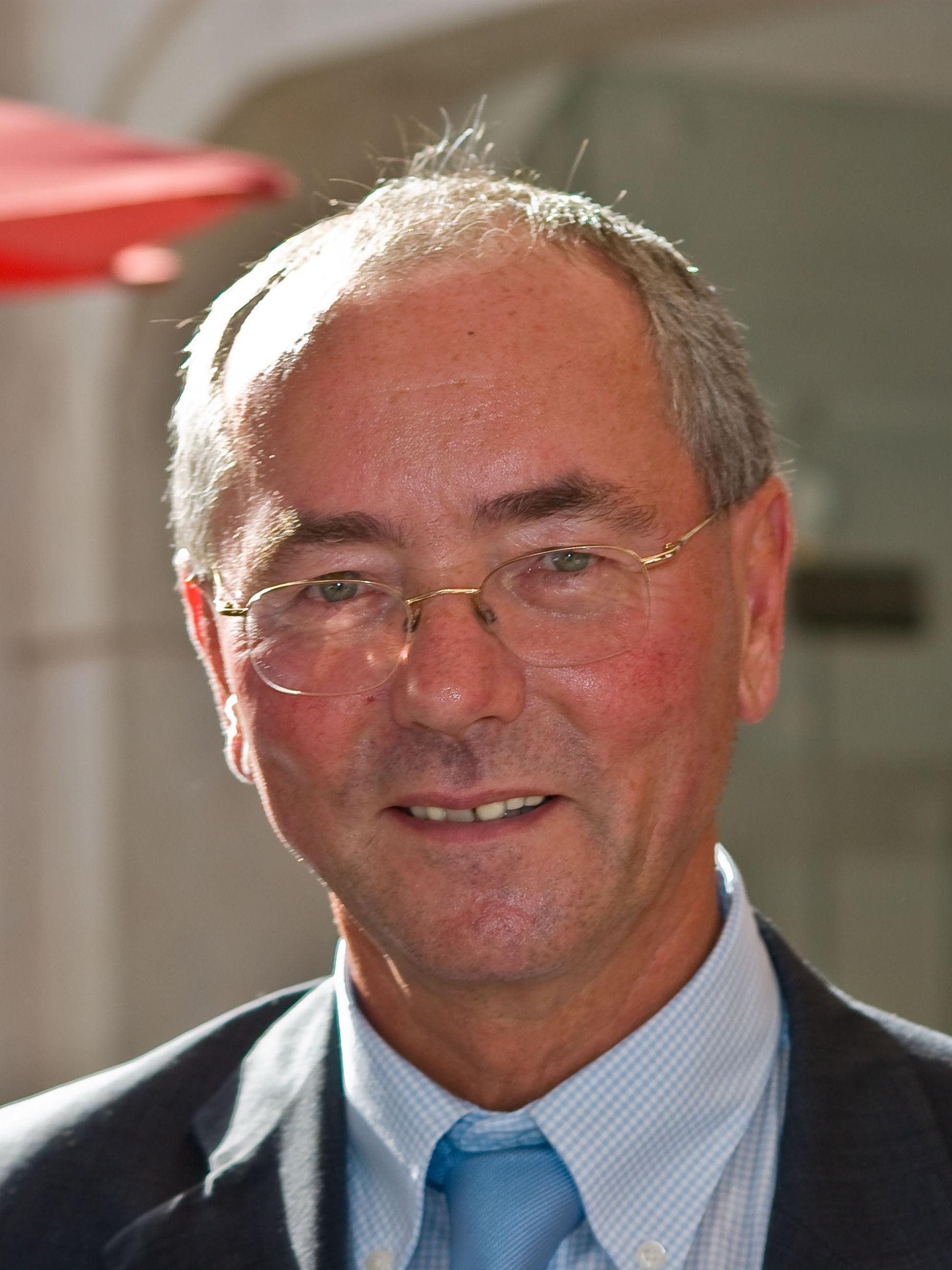
Ewald Sacher im September 2008

Ewald Sacher (* 3. August 1949 in Krems an der Donau) ist ein österreichischer Politiker (SPÖ) und war Abgeordneter zum österreichischen Nationalrat.

## Ausbildung und Beruf
1968 beendete Sacher seine schulische Laufbahn in Krems. Danach arbeitete er als kaufmännischer Angestellter. 1972 studierte er an der Pädagogischen Akademie Lehramt. Dieses schloss er mit einer Lehramtsprüfung für die Volksschule und anschließend für die Hauptschule ab. Zwischen 1972 und 1976 unterrichtete er an der Volksschule in Krems. Von 1976 und 1980 war er Hauptschullehrer in Krems. Danach war er bis 1993 der Direktor der Volksschule Krems-Lerchenfeld.
Im Mai 2004 wurde er bei der Hauptversammlung der Volkshilfe Niederösterreich in Wiener Neustadt zum Präsidenten gewählt. Er ist somit der bisher längst dienende Präsident der Volkshilfe Niederösterreich.
Im Mai 2019 wurde er auf der Bundeskonferenz der Volkshilfe Österreich als Nachfolger von Barbara Gross zum Präsidenten der Volkshilfe Österreich gewählt.

## Politische Laufbahn
1979 wurde Sacher zum Stadtparteivorsitzenden der SPÖ in Krems. 1981 war er Gemeinderat und 1982 Stadtrat in Krems. Von 1983 bis 2000 war er der 2. Vizebürgermeister von Krems. Sacher war 1993 Mitglied des österreichischen Bundesrates und gleichzeitig zwischen 1993 und 2008 Landtagsabgeordneter. 1993 agierte er noch als Bezirksvorsitzender der SPÖ in Krems. Von 2003 bis 2008 war Sacher 2. Landtagspräsident.
Er war vom 28. Oktober 2008 bis zum 28. Oktober 2013 Nationalratsabgeordneter.

## Privates
Sacher ist verwitwet und Vater von zwei Töchtern sowie 4-facher Großvater. Seit 2019 ist er mit Ruth Sacher-Kleinbichler verheiratet.
Er ist Obmann und Tubist der Werkskapelle Voestalpine Krems.

## Auszeichnungen (Auswahl)
- 2003: Großes Goldenes Ehrenzeichen für Verdienste um die Republik Österreich[3]
- 2009: Ehrenringträger der Stadt Krems
- 2010: Silbernes Komturkreuz mit dem Stern des Ehrenzeichens für Verdienste um das Bundesland Niederösterreich
- 2013: Berufstitel Professor[4]
- 2016: Ehrenbürger der Stadt Krems